# Elecciones estatales de Schleswig-Holstein de 1971
Las séptimas elecciones estatales en Schleswig-Holstein se celebraron el 25 de abril de 1971.

## Antecedentes
Tras las elecciones regionales del 23 de abril de 1967 la CDU y el FDP habían formado una coalición con Helmut Lemke como primer ministro.
El SPD liderado por Jochen Steffen no había podido tomar el gobierno. El SSW había obtenido un diputado. Del mismo modo, la extrema derecha del NPD había logrado entrar en el parlamento con 4 diputados.

## Resultados
Inscritos: 1.807.818
Votantes: 1.431.760 (Participación: 79,20 %)
Votos válidos: 1.421.034
| Partido | Partido | Votos     | %     | Mand. directos | Escaños |
| ------- | ------- | --------- | ----- | -------------- | ------- |
|         | CDU     | 737.120   | 51,87 | 35             | 40      |
|         | SPD     | 582.420   | 40,99 | 9              | 32      |
|         | FDP     | 54.099    | 3,81  |                |         |
|         | SSW     | 19.720    | 1,39  |                | 1       |
|         | NPD     | 18.822    | 1,32  |                |         |
|         | DKP     | 5.278     | 0,37  |                |         |
|         | EP      | 3.575     | 0,25  |                |         |
| Total   | Total   | 1.421.034 |       | 44             | 73      |

La CDU obtuvo por primera vez la mayoría absoluta. El FDP y el NPD perdieron su representación en el parlamento, por lo que, además de la CDU y el SPD sólo el diputado único de la SSW Karl Otto Meyer formó parte de este.
Gerhard Stoltenberg (CDU) fue elegido primer ministro. Jochen Steffen siguió siendo líder de la oposición, pero se retiró poco a poco de la política después de su derrota.